# Herbert A. E. Böhme
Herbert A. E. Böhme, gebürtig Albert Emil Herbert Böhme (* 7. September 1897 in Breslau; † 29. Juni 1984 in Hamburg) war ein deutscher Schauspieler, Synchron- und Hörspielsprecher.

## Leben
Böhme wurde 1897 als Sohn des Kaufmanns Hans Böhme und dessen Ehefrau Emma geborenen Ebneter geboren. Er studierte Germanistik und stand 1922 in seiner Heimatstadt Breslau erstmals auf der Bühne. Weitere Theaterstationen waren Frankfurt am Main, Berlin, Bremen, Leipzig, Chemnitz und Wuppertal. Ab 1924 arbeitete er als einer der ersten Schauspieler für den Rundfunk.
Seit 1936 wirkte Böhme in Spielfilmen mit, häufig als Offizier in Propagandaproduktionen. Seine bedeutendste Rolle war die Titelfigur in Arnold Fancks Ein Robinson als Schiffbrüchiger. In dem Reiterfilm … reitet für Deutschland mit Hauptdarsteller Willy Birgel spielte er dessen Trainer. 1940 verkörperte er den Old Shatterhand bei den Karl-May-Festspielen in Werder.
Durch die Serie Hafenpolizei kam Böhme als Polizeimeister Lühr in den 1960er Jahren zu neuer Popularität. Er spielte zudem an Hamburger Bühnen sowie in Basel und Bern, arbeitete als Synchronsprecher und wirkte in zahlreichen Hörspielen mit, so beispielsweise 1959 unter der Regie von Eduard Hermann in dem Paul-Temple-Hörspiel Paul Temple und der Fall Spencer oder im selben Jahr in der 3. Staffel der Reihe Gestatten, mein Name ist Cox, bei der S. O. Wagner die Leitung innehatte. Bereits 1951 war er einer der Sprecher in dem umstrittenen Hörspiel Träume von Günter Eich, bei dem Fritz Schröder-Jahn die Regie innehatte, genau wie drei Jahre später in dem berühmtesten Hörspiel der Rundfunkgeschichte, nämlich Unter dem Milchwald von Dylan Thomas.

## Filmografie
- 1936: Verräter
- 1938: Ein Mädchen geht an Land
- 1938: Pour le Mérite
- 1939: Legion Condor (unvollendet)
- 1940: Ein Robinson
- 1940/53: Gesprengte Gitter
- 1941: Über alles in der Welt
- 1941: … reitet für Deutschland
- 1943: Fritze Bollmann wollte angeln
- 1943/45: Kolberg
- 1944: Die heimlichen Bräute
- 1949: Diese Nacht vergess ich nie!
- 1950: Nur eine Nacht
- 1950: Dreizehn unter einem Hut
- 1951: Die Schuld des Dr. Homma
- 1952: Der Weg zu Dir
- 1954: Hin und her
- 1955: Inspektor Bucket klärt den Tulkinghorn-Mord auf (Fernsehserie, Folge Die Galerie der großen Detektive)
- 1956: Waldwinter
- 1957: Die Herberge
- 1958: Rebell ohne Gnade (Capitan Fuoco)
- 1960: Die Rache des roten Ritters (Il cavaliere dai cento volti)
- 1960: Die Mühle der versteinerten Frauen (Il mulino delle donne di pietra)
- 1960: Michas Weg nach Bethlehem
- 1962: Das Rätsel der roten Orchidee
- 1963: Das Leben ein Traum
- 1963–1966: Hafenpolizei (Fernsehserie)
- 1965: John Klings Abenteuer – Vierundzwanzig Stunden Frist
- 1965: Willkommen in Altamont
- 1965: Gewagtes Spiel (Fernsehserie Folge Das Privatmuseum)
- 1968: Nationalkomitee Freies Deutschland
- 1971: Tatort – Blechschaden
- 1974: Sonderdezernat K1 – Hafenhyänen